# Jakub Der
Jakub Der (ur. 10 sierpnia 1996 w Zielonej Górze) – polski koszykarz grający na pozycji rzucającego obrońcy.

## Kariera klubowa

### Początki (do 2014)
Der jest wychowankiem SKM-u Zastal Zielona Góra. Na centralnym szczeblu rozgrywkowym zadebiutował w sezonie 2013/2014. Wówczas, jako zawodnik Muszkieterów Nowa Sól, wystąpił w 17 spotkaniach II ligi, w których zdobywał średnio po 3,2 punktu na mecz.

### Sezon 2014/2015
W kolejnym sezonie (2014/2015) także grał z Muszkieterami w II lidze – w 27 meczach zdobywał przeciętnie po 10,1 punktu.
W sezonie 2014/2015 został także zgłoszony do rozgrywek Polskiej Ligi Koszykówki (PLK) jako zawodnik Stelmetu Zielona Góra, jednak nie wystąpił w żadnym rozgrywanym przez nią spotkaniu ligowym.

### Sezon 2015/2016
W Muszkieterach pozostał także w sezonie 2015/2016, gdy w 23 spotkaniach II ligi gromadził średnio po 11,7 punktu i 3,8 zbiórki na mecz.
Do rozgrywek najwyższej klasy rozgrywkowej w barwach Stelmetu BC został zgłoszony również w sezonie 2015/2016, a zadebiutował w nich 30 kwietnia 2016 roku, podczas 2. meczu ćwierćfinałowego fazy play-off PLK między Stelmetem BC a Asseco Gdynia, gdy spędził na parkiecie około 6,5 minuty, nie zdobywając punktu. W sumie w debiutanckim sezonie na tym poziomie wystąpił w 4 spotkaniach, zdobywając łącznie 7 punktów (średnio po 1,8 na mecz). Wraz z zespołem Stelmetu BC zwyciężył także w rozgrywkach Polskiej Ligi Koszykówki, zdobywając tym samym tytuł mistrza Polski.

## Osiągnięcia
Drużynowe
- Mistrz Polski (2016, 2017[9])

## Życie prywatne
Jakub Der jest bratankiem Krzysztofa Dera, byłego koszykarza m.in. Zastalu Zielona Góra.